# Peperomia polzii
Peperomia polzii är en pepparväxtart som beskrevs av Werner Rauh och Josef Bogner. Peperomia polzii ingår i släktet peperomior, och familjen pepparväxter. Inga underarter finns listade i Catalogue of Life.